# Санкт-Віт
Санкт-Віт (фр. Sankt Vith [sɛ̃ vit] ( прослухати); нім. Sankt Vith [zaŋkt ˈfɪt]; люксемб. Sankt Väit Шаблон:IPA-lb; валлон. Sint-Vit) — муніципалітет у Бельгії у валлонській провінції Льєж у німецькомовній громаді країни. Місто носить назву на честь Святого Віта.
На 1 січня 2022 року загальна кількість населення Санкт-Віта становила 9 966 осіб. Загальна площа становить 147,15 км², що дає щільність населення 66 жителів на км². Офіційною мовою муніципалітету є німецька.
Муніципалітет складається з наступних суб-муніципалітетів: Санкт-Віт, Кромбах, Ломмерсвайлер, Рехт і Шенберг.
Санкт-Віт був важливим ринком регіону до XII століття і отримав право міста в 1350 році. Місто постраждало від пожеж у 1543, 1602 та 1689 роках. Воно було частиною Люксембурзького герцогства, а потім Франції до поразки французького імператора Наполеона Бонапарта. За результатами Віденського конгресу Санкт-Віт був переданий Королівству Пруссія.
6 березня 1925 року Санкт-Віт був переданий Бельгії за Версальським договором після поразки Німецької імперії в Першій світовій війні.

### Сусідні муніципалітети
| Труа-Пон Ставло | Мальмеді Амель | Бюллінген Аув-бай-Прюм |
| Вієлсальм       | Розташування   | Оберлашайд Вінтершайд  |
|                 | Вінтершпельт   |                        |